# Il filosofo chimico poeta
Il filosofo chimico poeta és una òpera en tres actes composta per Giuseppe Scolari sobre un llibret italià d'Antonio Palomba. S'estrenà al Teatre de la Santa Creu de Barcelona el 23 de setembre de 1750.
Es representà amb motiu de la celebració de l'aniversari de Ferran VI. Aquesta
opera buffa té la particularitat que probablement va ésser escrita expressament per al teatre de Barcelona pel compositor que viatjava amb la companyia italiana. Aquesta suposició es fonamenta en el fet que no és esmentada en les obres de consulta italianes entre les òperes conegudes de Scolari, pel que tot fa creure que la notícia d'aquesta òpera no va arribar a Itàlia.